# Антлер (Северна Дакота)
Антлер (енгл. Antler) град је у америчкој савезној држави Северна Дакота.

## Демографија
По попису из 2010. године број становника је 27, што је 20 (-42,6%) становника мање него 2000. године.
| Група             | 2000.       | 2010.      |
| Белци             | 47 (100,0%) | 25 (92,6%) |
| Афроамериканци    | 0 (0,0%)    | 0 (0,0%)   |
| Азијати           | 0 (0,0%)    | 0 (0,0%)   |
| Хиспаноамериканци | 0 (0,0%)    | 1 (3,7%)   |
| Укупно            | 47          | 27         |